# Coccoloba arborescens
Coccoloba arborescens är en slideväxtart som först beskrevs av Vell., och fick sitt nu gällande namn av Howard. Coccoloba arborescens ingår i släktet Coccoloba och familjen slideväxter. Inga underarter finns listade i Catalogue of Life.